# Rose Rauch
Rose Rauch, auch Rosi Rauch und Rose zu Schoenaich-Carolath, (* 16. September 1912 in Breslau, Schlesien, Deutsches Kaiserreich; † 27. Oktober 1988 in München) war eine deutsche Schauspielerin und Sängerin.

## Leben
Rauch heiratete 1938 Ferdinand Prinz von Schönaich-Carolath, mit dem sie zweimal verheiratet war.
Ihr Filmdebüt hatte sie 1932 in Peter Voß, der Millionendieb.
In Die Wirtin zum Weißen Rößl war sie Gesangsdouble von Waltraut Hahne. In diesem Film und in Es leuchten die Sterne war sie auf dem Soundtrack zu hören.

## Filmografie
- 1932: Peter Voß, der Millionendieb
- 1935: Knock out
- 1935: Königstiger
- 1936: Arzt aus Leidenschaft
- 1936: Der Abenteurer von Paris
- 1937: Manege
- 1938: Es leuchten die Sterne
- 1938: Frühlingsluft
- 1943: Die große Nummer (Die Grosse Nummer)
- 1943: Kollege kommt gleich
- 1950: Sensation im Savoy